# Ropalopus nigripes
Ropalopus nigripes là một loài bọ cánh cứng trong họ Cerambycidae.